# Boniewo (Koejavië-Pommeren)
Boniewo is een dorp in het Poolse woiwodschap Koejavië-Pommeren, in het district Włocławski. De plaats maakt deel uit van de gemeente Boniewo.